# Величко, Михаил Николаевич
Михаил Николаевич Величко (1926—2008) — советский передовик производства, директор совхоза «Белогородский» Киево-Святошинского района Киевской области Украинской ССР. Герой Социалистического Труда (1977).

## Биография
Родился 9 января 1926 года в селе Иваница, Иваницкого района Прилукского округа Украинской ССР в украинской крестьянской семье. 
В 1941 году окончил восемь классов сельской школы. С 1941 по 1943 годы в период Великой Отечественной войны проживал на оккупированной территории гитлеровскими войсками. С 1943 года не подлежа призыву по возрасту М. Н. Величко служил в истребительном батальоне НКВД, участник Великой Отечественной войны. С 1944 года был призван в ряды Рабоче-Крестьянской Красной Армии и направлен в действующую армию, служил в артиллерийских частях, воевал на Дальневосточном фронте, с 1945 года был участником Советско-японской войны.
С 1951 года после увольнения из рядов Советской армии, начал своё обучение в Роменском техникуме механизации и электрификации сельского хозяйства. После окончания техникума переехал в село Гореничи, Киево-Святошинского района Киевской области Украинской ССР и начал работать механиком, пройдя все должностные ступени вплоть до — главного инженера в совхозе имени Т. Г. Шевченко. С 1966 по 1990 годы был директором совхоза «Белогородский» Киево-Святошинского района Киевской области Украинской ССР. С 1972 по 1977 году без отрыва от производства проходил обучение на факультете механизации Украинской сельскохозяйственной академии.
М. Н. Величко за долгий период руководства совхозом «Белогородский» поднял хозяйство на высочайший уровень, ставший известным не только в районе, Киевской области, но и на Украине. С 1960 по 1970 годы в период восьмой пятилетки работники совхоза выполнили план по сбору овощей на — 149 процентов, фруктов на 131 процент, мяса на — 116 процентов, с каждым годом производственные показатели совхоза только росли.
8 декабря 1973 года  Указом Президиума Верховного Совета СССР «за выдающиеся трудовые достижения»  Михаил Николаевич Величко был награждён Орденом Октябрьской революции.
22 декабря 1977 года  Указом Президиума Верховного Совета СССР «за выдающиеся успехи, достигнутые во Всесоюзном социалистическом соревновании, проявленную трудовую доблесть в выполнении планов и социалистических обязательств по увеличению производства и продажи государству зерна и других продуктов земледелия в 1977 году»  Михаил Николаевич Величко был удостоен звания Героя Социалистического Труда с вручением Ордена Ленина и золотой медали «Серп и Молот».
С 1990 года вышел на заслуженный отдых, занимался общественной работой, был членом Киевского областного совета ветеранов.
Скончался 3 марта 2008 года в селе Белогородка Киево-Святошинского района Киевской области.

## Награды
- Медаль «Серп и Молот» (22.12.1977)
- Орден Ленина (22.12.1977)
- Орден Октябрьской Революции (08.12.1973)
- Орден Отечественной войны II степени (6.04.1985[2])
- Орден «Знак Почёта» (1971)
- Богдана Хмельницкого III степени (Украина)
- Грамота Президиума Верховного Совета УССР